# Konstantin Nilov
Konstantin Dmitrievitcch Nilov (en russe : Константин Дмитриевич Нилов, né le 7 février 1856 et décédé en 1919) est un amiral de la Marine impériale russe et l’un des proches du tsar Nicolas II de Russie.

## Famille
Fils de Dmitri Ivanovitch Nilov et de son épouse Olga Afanassieva Nilova.
Il épousa Mariamna (Mariam) Mikhaïlovna Kotchoubeï, fille du prince Mikhaïl Viktorovitch Kotchoubeï et de son épouse Maria Eugénie Alice de Bressan (1838-1909).

## Biographie
Né dans une famille noble de Russie, diplômé de l’École navale, Konstantin Dmitrievitch Nilov prit part à la Guerre russo-turque de 1877-1878. Pour le courage qu’il démontra sur le Danube au cours du conflit qui opposa la Russie à la Turquie, il reçut l’Ordre de Saint-Georges (4e classe). En 1878, il exerça le commandement sur le Palitcha. Entre 1890 et 1893, il fut l’adjudant-général du Grand-duc Alexis Alexandrovitch de Russie. De 1894 à 1899, il servit à bord du yacht Strela. En 1898, il fut transféré sur le croiseur 1re classe Svetlana (Светлана), il servit à bord de ce bâtiment de guerre jusqu’en 1901. Entre 1903 et 1905, Nilov exerça le commandement des unités de défense de la côte de la mer Baltique. Le 8 octobre 1905, il fut nommé capitaine de pavillon de Nicolas II de Russie, il demeura à ce poste jusqu’en 1917. Dans le même temps il fut membre du Conseil de la Société de la navigation et du commerce (ROPiT  - РОПиТ) et membre d'un comité spécial chargé de recueillir des dons volontaires pour la Marine impériale de Russie. Il fut l’une des personnalités les plus proches de Nicolas II de Russie, sur le yacht impérial, il accompagna le tsar dans toutes ses expéditions en mer.   
Le 25 mars 1912, Konstantin Nilov fut promu amiral de la Marine impériale de Russie.
Au cours de la Première Guerre mondiale, Konstantin Dmitrievitch Nilov demeura aux côtés du tsar à Saint-Pétersbourg et dans le haut commandement. Il fut également près de Nicolas II de Russie lors de son abdication.
Au cours de la Révolution de février de 1917, Konstantin Dmitrievitch Nilov fut arrêté et détenu à la forteresse Saint Pierre et Paul à Saint-Pétersbourg. Le 25 mars 1917, il fut démis de ses fonctions. Il décéda en prison en 1919.